# Mer-cre-dis-moi-tout
Mer-cre-dis-moi-tout est une émission hebdomadaire de jeunesse diffusée sur TF1 du 17 février 1982 au 29 juin 1983 les mercredi après-midi, juste après le journal de 13h. Conçue par Christine Coutin, elle remplace Les Visiteurs du mercredi.

## Présentation
(octobre 2024).
L'émission est conçue par Christine Coutin à partir de son prédécesseur Les visiteurs du mercredi scindée en deux : Mer-cre-dis-moi-tout correspondait au segment enfants (6 à 10 ans) et est suivie par Les Pieds au mur qui reprend le segment adolescents (10 à 15 ans).
Le générique de l'émission est réalisé en dessin animé par l'illustratrice et animatrice Anne Hofer. Il représente un carrousel composé des 5 syllabes du titre, chevauchées par des lutins.
La chanson interprétée par la comédienne Marie Ruggeri amène les enfants à comprendre que l'émission sera composée en rubriques, c'est-à-dire « dis pourquoi », « dis comment » etc. et « dis-moi tout ». Elle vise à nouveau à éveiller la curiosité des enfants sur le monde, la science, la culture, le bricolage etc.
Le décor de l'émission figure une grotte aménagée en laboratoire ultra-moderne et la présentation est assurée par deux marionnettes : Metaline, une chouette métallique, et Ornicar, un humain aux cheveux orange vif en combinaison argentée futuriste.
Comme dans Les Visiteurs du mercredi, Jacques Trémolin vient raconter aux enfants des histoires animalières.
Les dessins animés sont à peu près identiques à ceux du programme Les Visiteurs du mercredi, c'est-à-dire des Hannah Barbera et d'autres comme La Bataille des planètes avec toutefois deux nouveautés japonaises, Rody le petit Cid et Rémi sans famille.
Dix-huit mois après sa création, l'émission est remplacée en septembre 1983 par Vitamine.

## Séries et dessins animés
- Capitaine Flam
- Heckle et Jeckle
- Le Roi Arthur
- Les Aventures de Plume d'Elan
- Rody le Petit Cid
- Rémi sans famille
- Tofffsy et l'herbe musicale
- Scoubidou
- Squiddly la pieuvre